# Triceromyces balazucii
Triceromyces balazucii är en svampart som beskrevs av T. Majewski 1980. Triceromyces balazucii ingår i släktet Triceromyces och familjen Laboulbeniaceae.   Inga underarter finns listade i Catalogue of Life.